# Vintern 2010–2011 i Storbritannien och Irland

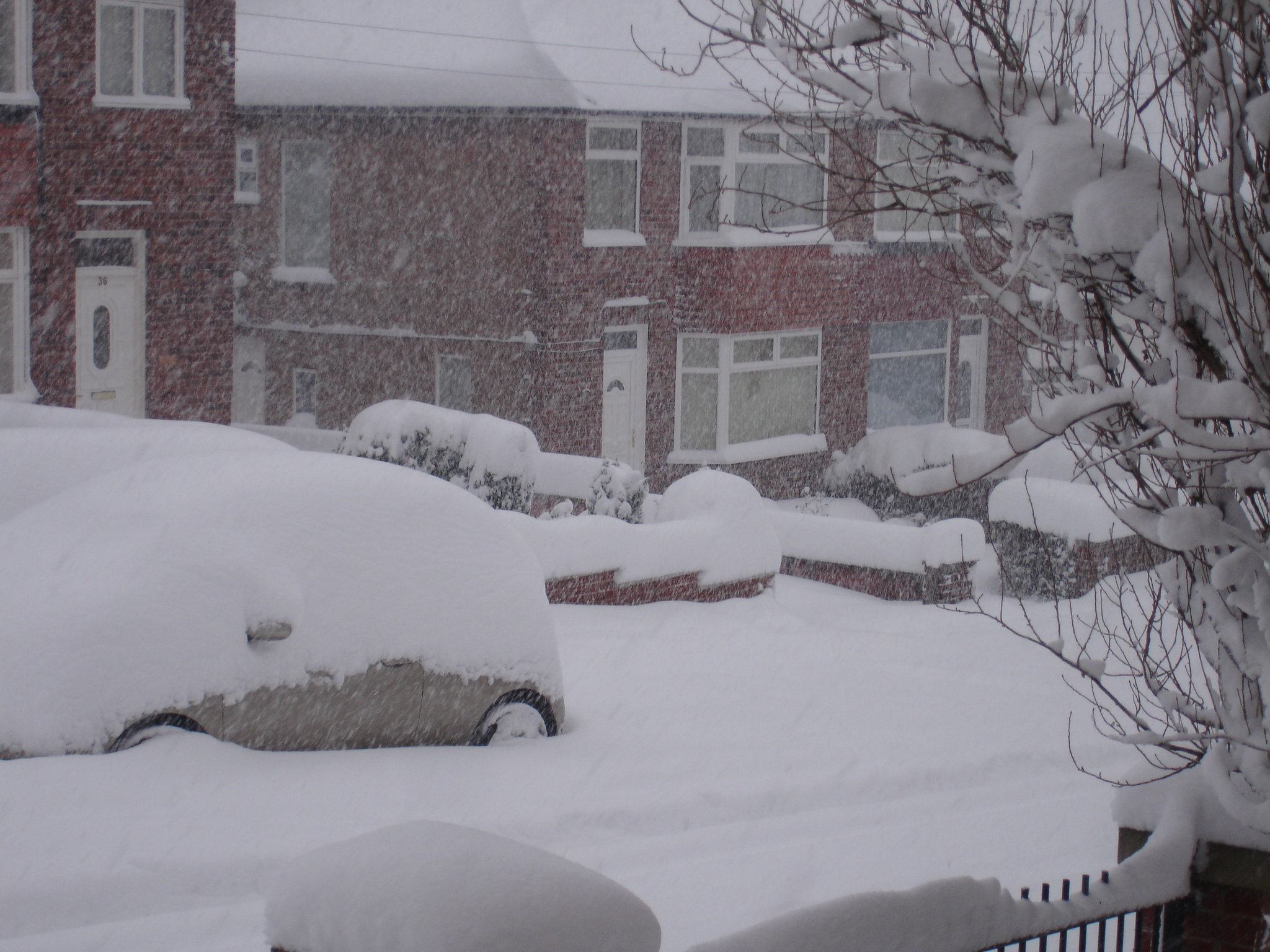
Snöfall i Sheffield, 1 december 2010.

 Vintern 2010–2011 i Storbritannien och Irland ledde till mycket snöfall, rekodlåga temperaturer, och igenstängda skolor. Den kallades The Big Freeze i medierna. I Storbritannien var december den kallaste någonsin sedan Met Office började mäta 1910, med en medeltemperatur på -1°C. Det tidigare rekordet för december, 0.1°C, noterades 1981.

### Fotnoter
1. ↑  Alleyne, Richard (12 december 2010). ”The Big Freeze set to return to deliver white Christmas”. Daily Telegraph (London). http://www.telegraph.co.uk/topics/weather/8197479/The-Big-Freeze-set-to-return-to-deliver-white-Christmas.html. Läst 9 juli 2011.